# Enese
Enese é um município da Hungria, situado no condado de Győr-Moson-Sopron. Tem 19,89 km² de área e sua população em 2015 foi estimada em 1.734 habitantes.